# Torre del Reloj (Jaca)
La Torre del Reloj de Jaca también conocida popularmente como Torre de la Cárcel, es una interesante edificación civil gótica construida en 1445. Fue tanto reloj como cárcel desde que el Concejo de Jaca la compró en 1599 para colocar el reloj-campanario que marcaría la vida urbana y la convirtió, en 1602, en cárcel de la ciudad.
Es una torre de planta rectangular, construida con piedras irregulares y gran esbeltez. La puerta de ingreso se sitúa en la cara norte y consiste en un arco de medio punto.

## Historia
La torre se construyó tras el incendio que asoló Jaca hacia 1440 como solución provisional a la destrucción de la Catedral y de sus dependencias carcelarias eclesiásticas. Jorge Lasieso, canónigo catedralicio, fue el promotor de esta obra gótica financiada por la familia Lasala.
Reconstruida la cárcel de la Catedral, la torre gótica perdió sus funciones, el merino con sede en Jaca, representante del rey encargado de recaudar los impuestos y administrar sus rentas en la ciudad, la utilizó como residencia por lo que se comenzó a conocer como la Torre o Palacio del Merino.